# Энергомост в Крым
Энергомост в Крым — кабельно-воздушные линии электропередачи и подстанции, построенные для подключения энергосистемы Крыма к ЕЭС России (ОЭС Юга).
На полную мощность энергомост был введен 11 мая 2016 года, аварийно-допустимая мощность составляла 810 МВт.
В 2017 году после запуска энергомоста в Крыму были достигнуты многолетние максимумы энергопотребления: 1427 МВт — зимний и 1249 МВт — летний.
В качестве основной точки подсоединения и источника мощности используется Ростовская АЭС, на всем протяжении предусмотрена параллельная работа нескольких ЛЭП. Строительство наиболее дорогостоящих объектов ЛЭП 500 кВ «Ростовская — Андреевская — Вышестеблиевская (Тамань)» и «Ростовская АЭС — Ростовская» завершилось в последнюю очередь и по срокам было связано с запуском четвертого энергоблока Ростовской АЭС. 30 мая 2018 года «Ростовская — Андреевская — Вышестеблиевская» была поставлена под напряжение. После этого максимальная мощность возросла до 850 МВт.
Конечной точкой энергомоста является Симферополь. Один из участков проложен по дну Керченского пролива.

## Эксплуатация
Первая нитка кабельно-воздушной линии «Тамань — Камыш-Бурун» была запущена в тестовом режиме президентом России Владимиром Путиным 2 декабря 2015 года.
Запуск первой нитки позволил стабилизировать работу собственных крымских источников генерации. Стал возможным рост мощности, вырабатываемой как на крымских ТЭЦ, так и на мобильных газотурбинных станциях, работавших в режиме принудительно пониженной мощности.
8 декабря 2015 года первая нитка энергомоста эксплуатировалась выше номинальных 200 МВт на мощности 240—265 МВт.
15 декабря 2015 года была запущена вторая нитка энергомоста до подстанции «Кафа», которая дала Крымскому полуострову дополнительные 230 МВт электроэнергии. Из Москвы запуском в режиме телемоста руководил президент России Владимир Путин.
11 февраля 2016 года по энергомосту поступало 417 МВт, ещё 514 МВт вырабатывалось на полуострове. В период пикового потребления электроэнергии проводились веерные отключения согласно выделенным муниципальным образованиям лимитам. 25 февраля переток составлял 421 МВт, собственная генерация — 511 МВт, объем отключений в вечерние часы — около 85 МВт.
14 апреля 2016 года была запущена третья нитка энергомоста и увеличены лимиты потребления электроэнергии. В Керчи это позволило приступить к переводу промышленных предприятий на дневной режим работы, а также приступить к выводу из эксплуатации Севастопольской ТЭЦ.
С 22 апреля, после пятимесячного перерыва, было возобновлено движение троллейбусов по междугороднему маршруту Симферополь — Алушта — Ялта.
11 мая 2016 года была запущена четвёртая нитка, что позволило снять режим чрезвычайной ситуации и приступить к плановым ремонтным работам в сетях и на генерирующем оборудовании, а также более полно использовать нестабильную генерацию альтернативной энергетики.
По состоянию на 21 июля 2016 года передаваемая по энергомосту мощность составляла 720 МВт, одновременно в работе находились все имеющиеся в Крыму газотурбинные станции.
В январе 2017 года максимальная мощность включенных в работу РИСЭ составила 58 МВт, при этом 30 января был достигнут многолетний максимум зимнего потребления — 1427 МВт.
В августе 2017 года из-за сильной жары были достигнуты максимумы летнего потребления сразу в семи регионах на юге России. ОЭС Юга работала на пределе своих возможностей, а технические возможности для обеспечения необходимого уровня потребления в Крымской и Кубанской энергосистемах были исчерпаны. Повысить надежность снабжения потребителей Краснодарского края и Крыма должно завершение строительства последнего и наиболее дорогостоящего элемента энергомоста — ЛЭП 500 кВ Ростовская — Тамань и развитие собственной маневренной генерации.
Ранним утром 2 октября 2018 года, после ввода в эксплуатацию первых энергоблоков Таврической и Балаклавской ТЭС и четырех газовых турбин Сакской ТЭЦ, первые избыточные 28 МВт были переданы на материк.

### Нештатные ситуации и аварии
18 мая 2016 года в Республике Крым, а 25 мая и в Севастополе был отменён режим чрезвычайной ситуации, введённый в конце 2015 года в связи с энергоблокадой Крыма со стороны Украины.
По состоянию на 29.07.2017 произошло 3 аварийных ситуации, как с крымской, так и с краснодарской стороны.
- 20 мая 2016 года из-за ДТП с участием бетономешалки произошло отключение двух ЛЭП в районе Симферополя. Отключение света длилось полчаса[27].

- 3 октября 2016 года произошло внеплановое снижение передаваемой мощности на 120 МВт, что привело к отключению части потребителей[30]. Отключения продолжались с 18:36 до 21:22, максимальная величина отключенной нагрузки по графику временного отключения потребителей ГУП РК «Крымэнерго» составила 77 МВт[31], «Севастопольэнерго» — 20 МВт.
- 28 июля 2017 года в 13:55 начала развитие системная авария после одновременного отключения двух ВЛ 500 кВ материковой части ОС Юга («Ставропольская ГРЭС — Центральная» и «Кубанская — Тихорецк»). При этом в энергосистеме Крыма действием автоматики ликвидации асинхронного режима отключились первая и вторая цепи ВЛ 220 кВ «Симферопольская — Кафа» и действием защиты отключилась ВЛ 220 кВ «Джанкой — Насосная-2». В результате произошло:
  - выделение Крымской энергосистемы на изолированную от ЕЭС работу с дефицитом активной мощности и прекращение электроснабжения потребителей Крымской энергосистемы мощностью 1041 МВт (около 2 256 000 человек),
  - прекращение электроснабжения потребителей Кубанской энергосистемы мощностью 72,5 МВт (около 135 800 человек) и возникновение в Кубанской энергосистеме дефицита активной и реактивной мощности, сопровождавшегося глубоким (ниже 50 % от номинального) снижением напряжения во всей электрической сети[32].

С 14:30 началось поэтапное восстановление электроснабжения потребителей и к 19:50 было полностью завершено[33].

## Строительство
Проектные работы начались в апреле 2014 года и были завершены уже через год, что вдвое меньше обычных сроков разработки проектной документации подобной сложности.
Строительно-монтажные работы начались в апреле 2015 года. В рамках первой и второй очереди были построены две новые подстанции: «Тамань» и «Кафа», реконструированы пять действующих подстанций: «Кубанская», «Вышестеблиевская», «Славянская», «Симферопольская», «Камыш-Бурун», построено более 800 км линий электропередачи классом напряжения 220 и 500 кВ, проложено по дну Керченского пролива четыре цепи, каждая состоящая из четырёх кабельных линий, общей протяжённостью 230 км. В целом работы по второй очереди были завершены с опережением плановых сроков в среднем на два года.
Переток первых 200 МВт мощности из ЕЭС России в Крым начался 2 декабря 2015 года, 15 декабря была запущена вторая нитка, 14 апреля 2016 года — сдана в эксплуатацию третья нитка, после чего мощность перетока достигла 600 МВт и была достигнута полная энергонезависимость полуострова и восстановлено энергоснабжение всех категорий потребителей без каких-либо ограничений.
11 мая 2016 года запущена четвёртая нитка, что позволяет обеспечить передачу из Единой энергосистемы России в Крым до 800 МВт электрической мощности.
Каждый раз при вводе новых ниток, одновременно с увеличением мощности, увеличивалась и протяжённость энергомоста. Первой была запущена самая короткая кабельно-воздушная линия «Тамань — Камыш-Бурун» и РП 220 кВ Тамань. Второй была запущена КВЛ 220 кВ Тамань — Кафа III цепь и подстанция Кафа. Третьей ниткой стала КВЛ 220 кВ Тамань — Кафа I цепь, одновременно с ЛЭП 500 кВ Кубанская — Тамань и подстанцией ПС 500 кВ Тамань. Четвёртой была запущена КВЛ Тамань — Кафа II цепь и ЛЭП 220 кВ Кафа — Симферопольская II цепь.

### Подготовка к строительству
Проектно-изыскательские работы были начаты в июне 2014 года. Генеральным проектировщиком выступил институт Южэнергосетьпроект.
Осенью 2014 года был объявлен конкурс на строительство энергомоста через Керченский пролив. В конкурсной документации указывалось рабочее напряжение — 220 кВ, срок завершения строительства — октябрь 2016 года, предельная стоимость — 13,8 млрд рублей. В конкурсе участвовали 4 компании, к торгам были допущены АО «ВО „Технопромэкспорт“» и ОАО «Стройтрансгаз».
Для подачи мощности в энергосистему Крыма планировалось строительство магистральной ЛЭП Керчь — Симферополь протяжённостью 240 км. В сентябре 2014 года были начаты подготовительные работы для её строительства.
К декабрю 2014 года на территории Крыма была выбрана трасса и оформлены земельные участки.
В Краснодарском крае во время археологических раскопок, предваряющих строительство энергомоста в Крым, была обнаружена амфора V века до н. э., наполненная нефтью. При этом все предшествующие находки амфор с нефтью в этом регионе относились к более позднему времени.
В Крыму на участке от Керчи до Феодосии было обнаружено 35 объектов архитектурного наследия.
В первом квартале 2015 года завершилась Главгосэкспертиза.
В марте 2015 года с китайской компанией «Цзянсу Хентун Пауэр Систем» был подписан контракт на изготовление и поставку подводного высоковольтного кабеля 220 кВ общей суммой 4,96 млрд руб.

### Первая очередь
Летом на побережье Крыма и Тамани началось строительство терминалов для выхода кабельных линий энергомоста.
17 сентября, на два месяца раньше планового срока, введён в промышленную эксплуатацию энергоблок № 3 Ростовской АЭС, что позволило создать дополнительный объём генерации в сети для поставки электроэнергии в Крым.
11 октября судно-кабелеукладчик JIAN JI 3001 прибыло в Керчь, после укладки кабеля в барабан 17 октября судно отправилось к месту работ.
К 27 ноября в Крыму была построена ЛЭП до Керчи и прочие объекты для принятия мощности от первой нитки энергомоста. В ночь на 27 ноября были переданы первые 22 МВт, подстанция Камыш-Бурун переведена на новую схему.
Окончание строительства первой очереди мощностью 350 МВт первоначально планировалось к концу 2016 года, но первая очередь была завершена на год раньше.

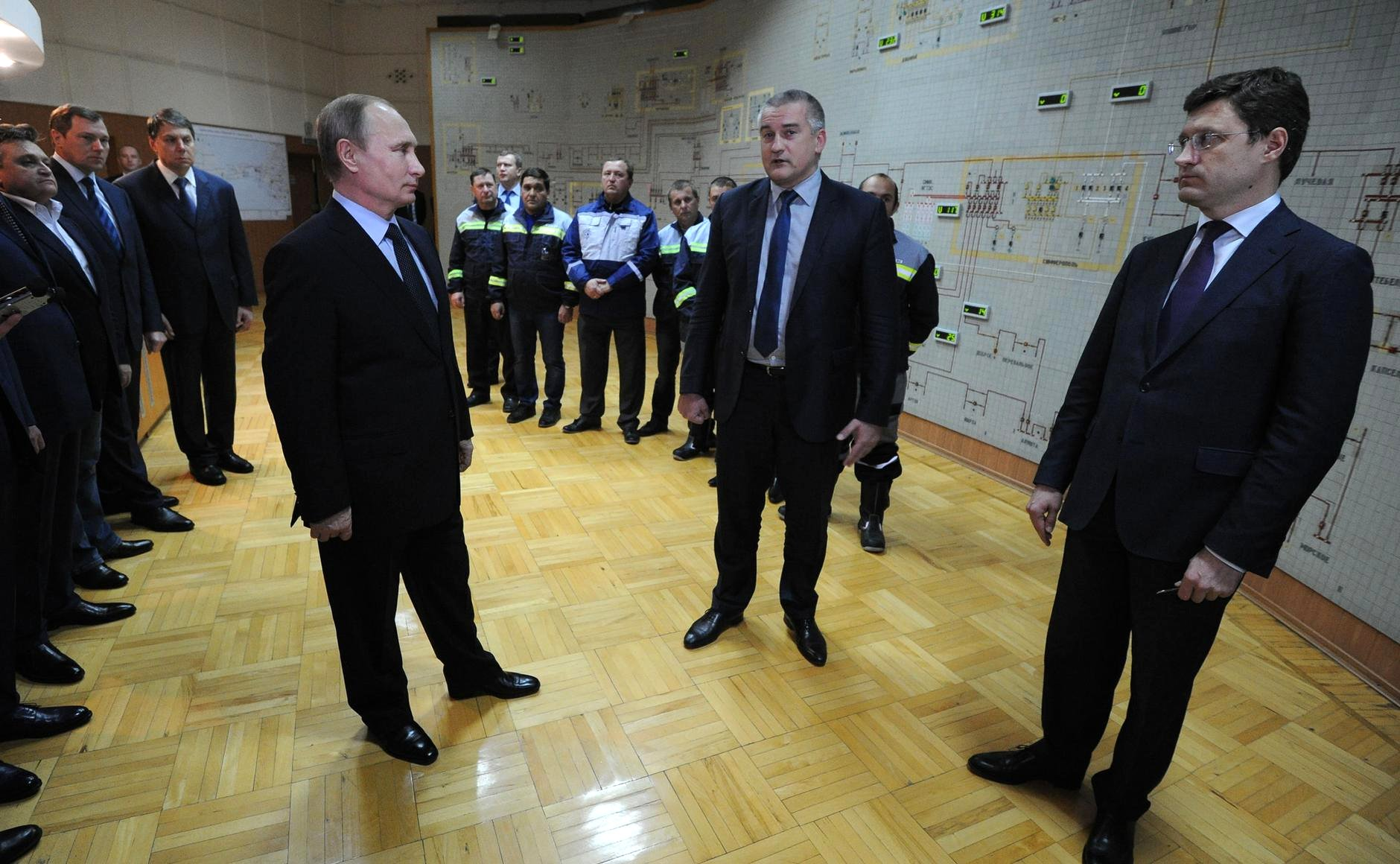
Владимир Путин, Сергей Аксёнов, Александр Новак вечером 2 декабря 2015 года в Симферополе.

Рано утром 2 декабря 2015 года  были произведены тестовые включения первой нитки энергомоста, а вечером того же дня прошла  церемония запуска в тестовую эксплуатацию при участии президента России Владимира Путина и главы Минэнерго РФ Александра Новака.
15 декабря была запущена вторая нитка энергомоста в Крым, которая дала Крымскому полуострову дополнительные 230 МВт электроэнергии.

### Вторая очередь
Для запуска третьей и четвёртой ниток на Кубани необходимо было завершить строительство ЛЭП напряжением 500 кВ.
25 декабря 2015 года глава ГУП «Крымэнерго» Виктор Плакида сообщил, что объекты энергохозяйства полуострова готовы к запуску второй очереди более чем на 50 %. Это касалось как объектов нового строительства, так и объёма работ в существующих сетях.
По его словам: «вся энергетика Крыма в существующих условиях меняет направление с севера (перетоки с Украины) на восточное — приём и распределение электроэнергии из материковой России через Керченский пролив».
К 19 февраля 2016 года на ПС 500 кВ «Тамань» был начат монтаж АТ 500/220 кВ, на ПС 220 кВ «Кафа» приступили к монтажу разъединителей второго этапа строительства, на переключательных пунктах «Кубань» и «Крым» выполнены работы по прокладке подземной части третьей кабельной линии и подготовлены рабочие места для монтажа концевых муфт.
28-29 февраля был ограничен переток до 380 МВт для проведения строительно-монтажных работ по третьей нитке.
4 марта министр энергетики Российской Федерации Александр Новак сообщил, что одновременно ведутся работы на 5 объектах — это строительство подстанций 500 кВ «Тамань» и 220 кВ «Кафа», реконструкция подстанции «Кубанская», возведение ЛЭП и подводного кабельного перехода. Всего будет построено 537,4 км линий электропередачи и введено 1315 МВА трансформаторной мощности.
В ходе прямой линии, которая состоялась 14 апреля 2016 года, президент России Владимир Путин сказал, «буквально сегодня должна быть включена третья цепь — это дополнительно 200 МВт». Позже, в этот же день, Александр Новак объявил о запуске третьей нитки энергомоста.
6 мая 2016 года четвёртая нитка была запущена в тестовом режиме.
11 мая 2016 года объявлено о запуске четвёртой нитки энергомоста, что увеличило возможный переток из Кубанской энергосистемы в Крымскую до 800 МВт.
Строительство было завершено на 1,5-2 года раньше планового срока.

### Третья очередь
После запуска последней кабельной линии через Керченский пролив в дальнейших планах было обеспечить переток из Ростовской энергосистемы.
6 декабря 2017 года началась загрузка ядерного топлива в 4-й реактор Ростовской АЭС. 29 декабря энергоблок № 4 был выведен на минимально контролируемый уровень мощности.
23 февраля 2018 года ФСК ЕЭС поставила под напряжение ЛЭП 500 кВ Ростовская АЭС — Ростовская, которая является основным элементом схемы выдачи мощности четвертого энергоблока Ростовской АЭС. Протяженность ЛЭП составляет 286 км, стоимость — 10 млрд рублей.
10 марта 2018 года энергоблок № 4 Ростовской АЭС в ходе комплексных испытаний был выведен на уровень 75 % своей мощности.
14 апреля 2018 года энергоблок был впервые выведен на полную мощность.
30 мая 2018 года в 12:24 поставлена под напряжение высоковольтная линия 500 кВ Ростовская — Андреевская — Вышестеблиевская (Тамань), что позволило повысить надежность Кубанской и Крымской энергосистем, а также увеличить максимальный переток в Крым до 850 МВт.

## Описание
Основной целью строительства является обеспечение связи энергосистемы Крыма с Единой энергосистемой России.
Выбранная конфигурация также решает вопросы выдачи дополнительной мощности Ростовской АЭС и позволяет повысить надёжность снабжения потребителей в Крыму и на Кубани. Общая стоимость строительства составит 47 млрд рублей.
Основные элементы:
- ЛЭП 500 кВ от Ростовской АЭС «Ростовская — Андреевская — Вышестеблиевская» протяжённостью 500 км, стоимость — 21,9 млрд рублей[67],
- ЛЭП 500 кВ «Кубанская — Вышестеблиевская» протяжённостью 125,7 км[67], которая стала продолжением ЛЭП 500 кВ «Ростовская АЭС — Тихорецк — Кубанская»
- кабельно-воздушные линии 220 кВ «Тамань — Кафа» и «Тамань — Камыш-Бурунская» стоимостью 18,1 млрд рублей[67]:
- транзитная ПС 220 кВ «Кафа»:
  - на существующей ЛЭП от Феодосии до Симферополя выполнен перезавод на ПС 220 кВ Кафа, новое обозначение: «Кафа — Симферопольская I цепь», также проводилась замена провода,
  - разрезание ЛЭП 220 кВ «Феодосийская — Насосная-2» с перезаводом её на ПС 220 кВ Кафа,
- ЛЭП 220 кВ «Кафа — Симферопольская II цепь»[67] протяжённостью 116,2 км[67], рабочее напряжение — 220 кВ, построена в габаритах 330 кВ[67] севернее существующей ЛЭП.

На первом этапе точкой подключения к ОЭС Юга стал распределительный пункт РП 220 кВ «Тамань» с заходами от ВЛ 220 кВ «Вышестеблиевская — Славянская». В 2016 году была построена подстанция ПС 500/220 кВ «Тамань» и расширена ПС 500 кВ «Кубанская».
В Крыму точками подключения стали подстанции:
- ПС «Камыш-Бурун» около Керчи,
- ПС «Кафа» 220 кВ около Феодосии, в дальнейшем предусмотрено расширение до 330 кВ[67],
- ОРУ-220 кВ ПС 330 кВ «Симферопольская» — конечная точка энергомоста.

По первоначальному проекту до 2020 года планировалось строительство продолжения ВЛ 220 кВ до Симферопольской ТЭЦ, но затем эта линия была исключена.

### ЛЭП Ростовская — Андреевская — Вышестеблиевская
Официальное наименование: «ВЛ 500 кВ Ростовская — Андреевская — Вышестеблиевская (Тамань) с расширением ПС Ростовская и строительством ПС 500 кВ Андреевская с заходами ВЛ 500 кВ Тихорецк — Крымская на II и ВЛ 220 кВ Витаминкомбинат-Брюховецкая и Витаминкомбинат-Славянск».
Протяженность ЛЭП 500 кВ «Ростовская — Андреевская — Вышестеблиевская (Тамань)» составит 504 км, «Ростовская АЭС — Ростовская» — 286 км.
Строительство ЛЭП 500 кВ: «Ростовская — Андреевская» и «Ростовская АЭС — Ростовская» было запланировано ещё до начала работ по энергомосту, в целях обеспечения транзита мощности через ПС 500 кВ Ростовская в энергосистему Краснодарского края.
Начальный участок энергомоста (Ростовская — Вышестеблиевская) станет наиболее протяжённым и дорогостоящим и будет построен в последнюю очередь. Согласно тендеру, который объявил ЦИУС ЕЭС в ноябре 2015 года, только на подготовку проектной документации было заложено 583 млн рублей. В июле 2016 года велась подготовка документации по планировке территории для строительства ЛЭП.
В апреле 2017 года продолжалась работа с собственниками земельных участков.
В январе 2018 года готовность линии составляла 80 %, постановка под напряжение планировалась 16 марта.
23 февраля 2018 года ВЛ 500 кВ Ростовская АЭС — Ростовская была включена в транзит.
23 мая началась тестовая подача напряжения на ВЛ Ростовская — Андреевская — Вышестеблиевская протяжённостью 477 км. Новая ЛЭП обеспечит более качественное и стабильное энергоснабжение как Крыма и Кубани, так и энергодонора — Ростовской области, позволит за счет маневренных ПГУ и ТЭЦ Крыма обеспечить работу Ростовской АЭС.

### ЛЭП Кубанская — Тамань
В январе 2015 года было завершено строительство ЛЭП 500 кВ «Ростовская АЭС — Тихорецкая (2-я ВЛ)», что обеспечило выдачу в энергосистему Краснодарского края 1,1 ГВт мощности и увеличило пропускную способность в направлении «Ростовская АЭС — Тихорецкая — Кубанская».
В 2015 году началось строительство ЛЭП 500 кВ «Кубанская — Тамань», которая стала первой из двух линий 500 кВ питающих ПС «Тамань». Строительство ЛЭП протяжённостью 126,1 км и испытания под нагрузкой были завершены в апреле 2016 года. Одновременно были завершены работы по 3-й кабельно-воздушной линии. Также ЛЭП обеспечила подстанцию Тамань необходимой мощностью для 4-й кабельно-воздушной линии, запуск которой позволил увеличить передаваемую мощность в Крым до 850 МВт.
В работах по строительству ЛЭП и ПС 500 кВ «Тамань» принимали участие студенческие строительные отряды Московского энергетического института.

### Подстанция Тамань
2 декабря 2015 года в 22:40 распределительный пункт РП 220 кВ «Тамань» стал точкой подключения изолированной территориальной энергосистемы Крыма к ЕЭС России (ОЭС Юга).
На втором этапе была построена ПС 500/220 кВ «Тамань» с открытыми распределительными устройствами ОРУ-500 кВ и ОРУ-220 кВ. Первой была заведена ЛЭП 500 кВ от ПС «Кубанская». Строительство ЛЭП 500 кВ от ПС «Р-500» («Ростовская») продолжается. Новая подстанция расположена восточнее ПС 220 кВ «Вышестеблиевская», построенной в 2008—2010 годах.
В 2013 году было принято решение о строительстве возле порта Тамань одноимённой подстанции и трёх ЛЭП 220 кВ: «Вышестеблеевская — Тамань», «Бужора — Тамань», «Бужора — Кирилловская». Энергообъекты должны быть построены в рамках инвестпрограммы ФСК до 2017 года. Однако, в связи с отсутствием источника финансироания этим планам не суждено было сбыться, и в настоящее время строительство ПС 220/110/35/10 кВ "Порт" выполняет ПАО "Кубаньэнерго", данная подстанция будет включена двумя линиями 220 кВ от ПС 500 кВ "Тамань" и будет обеспечивать электроэнергией Крымский мост и порты Тамани.Кроме внешнего электроснабжения сухогрузного порта Тамань эта подстанция также будет способствовать электрификации железнодорожной инфраструктуры на Таманском полуострове.
Между построенной ПС 500 кВ «Тамань» и запланированной ПС 220 кВ «Тамань» расстояние несколько километров. Между ними расположена ПС 220/110/10 кВ «Вышестеблиевская», её мощность составляет 250 МВА. Одновременно с подстанцией было завершено строительство ЛЭП 220 кВ «Славянская — Вышестеблиевская» протяжённостью 110 км.
Второй питающей линией стала ЛЭП 220 кВ «Крымская — Вышестеблиевская». Позднее ЛЭП «Крымская — Вышестеблиевская» была разрезана и построен заход на 220 кВ «Бужора» (Анапа).
ПС 220/110 кВ «Вышестеблиевская» была построена в 1,5 км северо-западнее ПС 110 кВ «Вышестеблиевская».
Строительство ОРУ 500 кВ на ПС 220 кВ Тамань с установкой на нём первой и второй автотрансформаторных групп 500/220 кВ 3 x 167 МВА (3хАОДЦТН-167000/500/220) и шунтирующего реактора ШР 500 кВ (3 x 60 Мвар) было завершено одновременно со строительством первой ВЛ 500 кВ Кубанская — Тамань.
С завершением ВЛ 500 кВ Ростовская — Тамань планируется установка третьей автотрансформаторной группы (3хАОДЦТН-167000/500/220) и ШР 500 кВ (3 x 60 Мвар).

### Кабельно-воздушные линии
Для соединения энергосистемы Крыма и ОЭС Юга построены четыре кабельно-воздушные (КВЛ) линии 220 кВ: три линии «Тамань — Кафа» и одна линия «Тамань — Камыш-Бурун». Стоимость работ — 18,1 млрд рублей.
На первом этапе точкой подключения к ОЭС Юга стал РП «Тамань», в Крыму точками подключения стали: новая подстанция ПС Кафа и расширенная ПС Камыш-Бурун.
Основные элементы кабельно-воздушных линий:
- две двухцепные ЛЭП до створа Керченского пролива — 50 км,
- переходной пункт ПП-1 Кубань,
- четыре кабельные линии по четыре кабеля в каждой: три рабочих и один резервный — 14,5 км,
- переходной пункт ПП-2 Крым,
- воздушные линии на Керченском полуострове:
  - двухцепная ЛЭП от Керченского пролива до подстанции «Кафа» (цепи № 1 и № 2) — 120 км,
  - ЛЭП от Керченского пролива до подстанции «Кафа» № 3 — 120 км,
  - ЛЭП к подстанции Камыш-Бурун — 15 км.